# A Morte de Acteon
A Morte de Acteon é uma pintura de Ticiano executada entre 1559 e 1575. Mede 178,4 cm de altura por 198,1 cm de largura. Encontra-se na National Gallery em Londres.
A obra representa uma cena da mitologia grega: o caçador Acteon, transformado em cervo pela deusa Artémis após supreendê-la no banho, é morto pelos seus próprios cães.
É provavelmente uma de apenas duas obras de Ticiano em que o artista referiu pretender terminar numa missiva a Filipe II da Espanha em junho de 1559. Todavia, a maior parte do trabalho de Ticiano nesta pintura data possivelmente de finais da década de 1560, com retoques da década de 1570. Ticiano parece nunca ter completado a obra como queria, e a obra aparentemente ficou no seu estúdio até à sua morte em 1576. Hoje debate-se se está ou não terminada, em conjunto com outras obras tardias de Ticiano, como A Punição de Marsias, que, ao contrário do Acteon, tem uma assinatura, talvez uma indicação de completude.

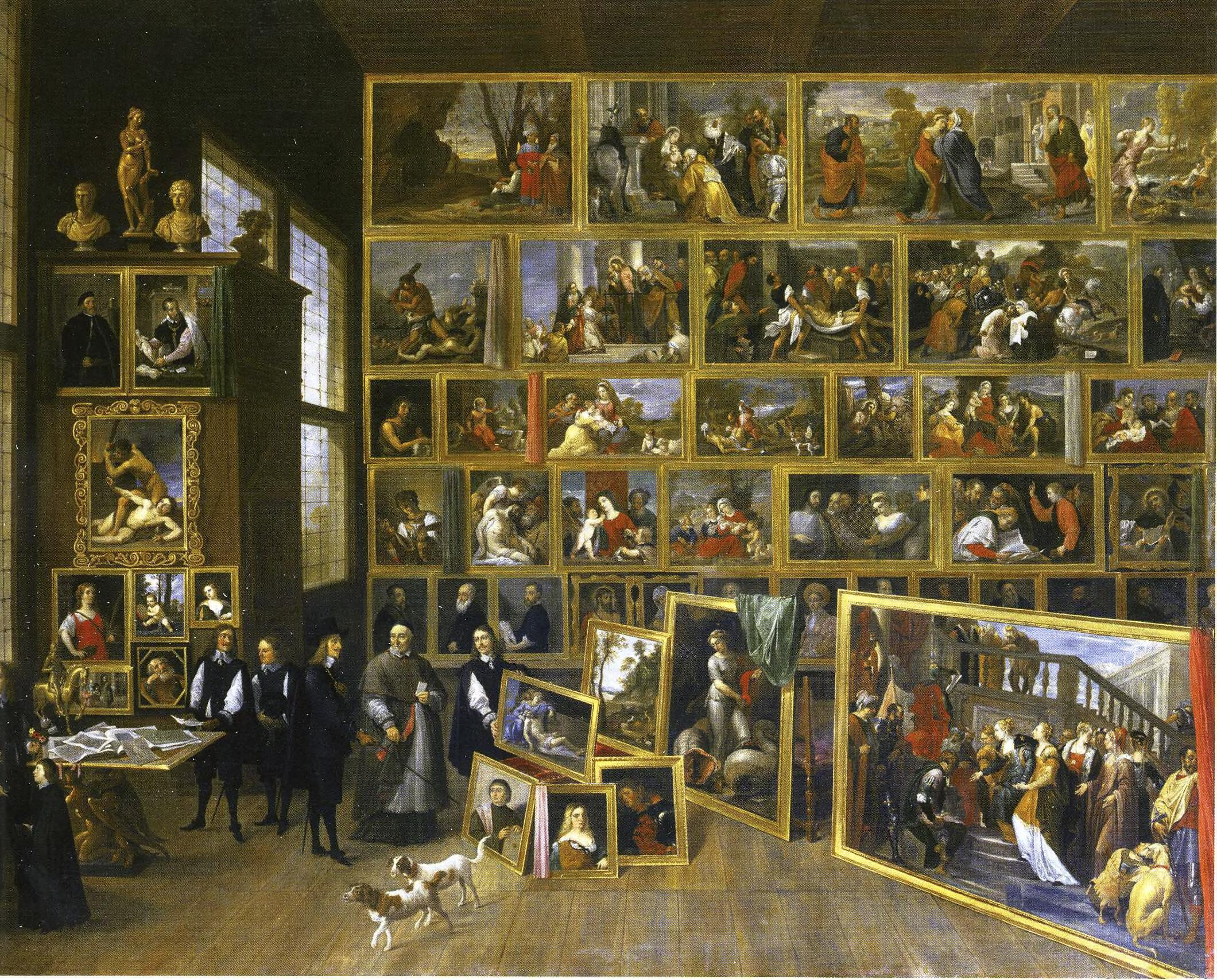
Esta pintura está visível no topo/direita na Galeria do Arquiduque Leopoldo Guilherme em Bruxelas, de David Teniers, o Jovem, 1651

É uma sequela à obra de Ticiano Diana e Actaeon que mostra a conclusão trágica da história, que aproximadamente segue o relato de Ovídio nas suas Metamorfoses: após Actaeon ter supreendido Diana nua no banho nos bosques, esta transforma-o num cervo e este é atacado e morto pelos seus próprios cães.